# Улрих III фон Пфирт
Улрих III фон Пфирт (на немски: Ulrich III von Pfirt, на френски: Ulrich III de Ferrette; * 1281; † 26 март 1324, Базел) от Дом Скарпон, е от 1311 г. граф на Пфирт (Ферет) в Южен Горен Елзас.

## Живот
Той е син на граф Теобалд фон Пфирт († 1310/1311) и първата му съпруга Катарина фон Клинген († 1296), вдовица на Рудолф фон Лихтенберг (1270 – 1273). Внук е на граф Улрих II фон Пфирт († 1275). Сестра му София фон Пфирт († 25 март 1344) е омъжена от 1312 г. за граф Улрих III фон Вюртемберг († 1344).
Улрих III умира през март 1324 г. и е погребан в църквата Тан Барфусеркирхе. Двете му дъщери наследяват графство Пфирт. Съпругата му Жана (Йохана) Бургундска се омъжва 1326 г. втори път за маркграф Рудолф Хесо фон Баден († 1335) и 1339 г. за трети път за граф Вилхем II фон Катценелнбоген († 1385).

## Фамилия
Улрих III се сгоява на 29 ноември 1295 г. и се жени пр. 28 юли 1303 г. за графиня Жана (Йохана) Бургундска (* 1284; † 26 август 1347/11 септември 1349), дъщеря на граф Рено (Региналд) Бургундски-Монбеляр от Дом Шалон († 1321), внучка на херцог Хуго IV от Бургундия (1213 – 1272). Те имат две дъщери:
- Йохана фон Пфирт (1300 – 1351), омъжена на 26 март 1324 г. във Виена за херцог Албрехт II Хабсбургски (1298 – 1358)
- Урсула (1315 – 1367), омъжена I. 1333 г. за граф Хуго фон Хоенберг († 1354); II. 1354 г. за граф Вилхелм II фон Монфор-Брегенц († 1373/1374)